# Eisenbahnunfall von Köln-Mülheim
Der Eisenbahnunfall von Köln-Mülheim war der Auffahrunfall eines Schnellzuges auf einen Militärtransport im Bahnhof Köln-Mülheim am 30. März 1910. 22 Menschen starben.

## Ausgangslage
Ein Zug aus Richtung Düsseldorf transportierte Militär nach Metz. Der Zug bestand aus preußischen Abteilwagen, überwiegend der 3. Klasse. Das Gleis, auf dem er den Bahnhof Köln-Mülheim durchfahren sollte, war noch belegt, so dass er vor dem Bahnsteig  zum Halten kam. 
Ihm folgte ein Lloyd-Express, ein Luxuszug, der Compagnie Internationale des Wagons-Lits, der ausschließlich die (alte) 1. Klasse führte und neben der Lokomotive und ihrem Schlepptender aus zwei Schlafwagen, einem Speisewagen, einem Gesellschaftswagen und einem Gepäckwagen bestand. Er verkehrte im Anschluss an Schiffe des Norddeutschen Lloyd zwischen Hamburg und Genua.

## Unfallhergang
Der Lokomotivführer des Schnellzuges übersah die „Halt“-Stellung des Signals, das den wartenden Militärtransportzug nach hinten sichern sollte. Er fuhr in dessen Zugschluss hinein. Preußische Abteilwagen waren durch die zahlreichen Türen in den Seitenwänden im Fall eines Zusammenstoßes wenig stabil. Die letzten Wagen des Militärtransportzuges wurden deshalb schwer beschädigt.

## Folgen
22 Soldaten starben, 55 oder 56 wurden darüber hinaus verletzt. In dem auffahrenden Lloyd-Zug gab es nicht einmal Verletzte.